# Західно-австрійський газопровід

Західно-австрійський газопровід (WAG) на мапі Австрії

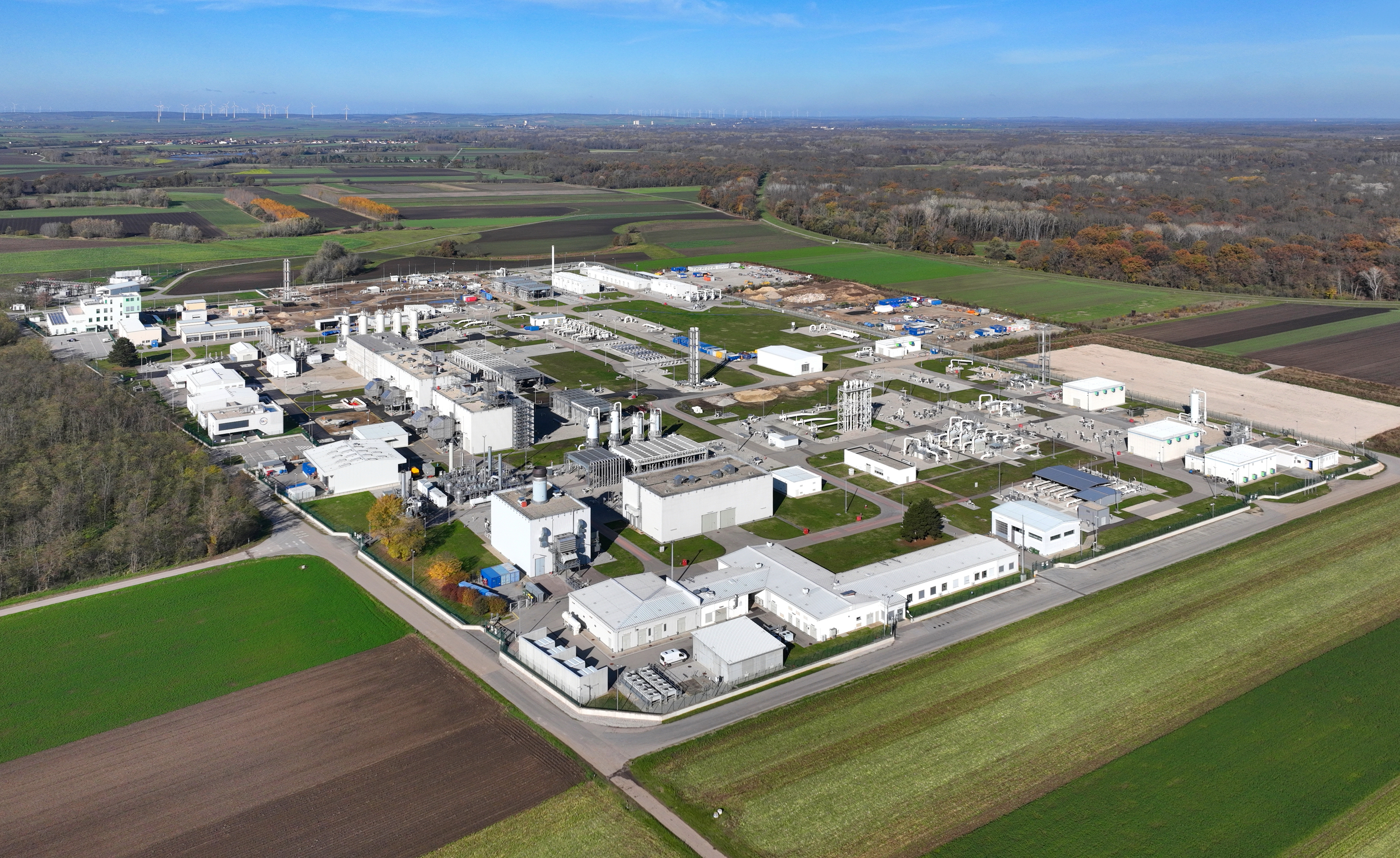
газорозподільча станція Баумгартен

Західно-австрійський газопровід (нім. WAG, West-Austria-Gasleitung) — трубопровід, що сполучає газовий хаб у Баумгартені із Південною Німеччиною.
У середині 1970-х років основний потік газу із СРСР, що попрямував Австрією, був направлений до Італії через Трансавстрійський газопровід, тоді як поставки блакитного палива у Німеччину відбувались перш за все через чеську гілку «Братства». Однак вже у 1980 році додатково спорудили газопровід, що міг доставляти газ у Німеччину з території Австрії — West-Austria-Gasleitung. Втім, ресурс для його наповнення отримували через всю ту ж ЧССР, хоча й словацьку гілку.
Довжина траси західно-австрійського газопроводу 245 км, діаметр першої нитки 800 мм. Вона була розрахована на перекачування 6,6 млрд м³ на рік. Газопровід проходить від Баумгартена біля словацького кордону до Оберкаппель на кордоні з Німеччиною, в якому сполучається з південною гілкою трубопроводу MEGAL, що прямує через всю Баварію аж до кордону із Францією. Окрім транзиту газу у інші країни Європи, об'єкт бере участь у забезпеченні потреб провінцій Верхня та Нижня Австрія. Після спорудження у 1999 році трубопроводу Penta West, який простягнувся уздовж австрійсько-німецького кордону від Оберкаппель у південно-західному напряму, західно-австрійський газопровід може обслуговувати поставки напряму у газорозподільчу мережу Південної Баварії.
На початку 2000-х був реалізований проект модернізації західно-австрійського газопроводу під назвою «WAG +600 project», що мало на увазі збільшення обсягу прокачування на 600 тис. м³ на годину, внаслідок чого загальна потужність трубопроводу сягнула 11 млрд м³ на рік. Особливістю проекту стало те, що замість прокладання повноцінної другої нитки завдяки певним конструктивним рішенням обійшлись створенням двох лупінгів Кирхберг-Лихтенау та Марх-Баумгартен діаметром 1200 мм, загальною довжиною близько 80 км, та модернізацією компресорних станцій Райнбах, Кирхберг і Баумгартен. Реалізація проекту припала на 2005—2011 роки.
Майже одразу після цього почали реалізацію проекту «WAG Expansion 3», в межах якого у 2013 році ввели ще 3 лупінги Енцерсфельд — Зирндорф, Ліхтенау — Рапоттенштайн та Райнбах — Бад Леонфельден, загальною довжиною 63 км та таким же діаметром 1200 мм. Як наслідок, загальна потужність газопроводу досягнула 13,1 млрд.м³ на рік.
Варто також відзначити, що хоча традиційно потік газу слідує через Австрію у західному напряму, трубопровід WAG є бідирекціональним.